# 上曽根村
上曽根村（かみそねむら）は山梨県東八代郡にあった村。現在の甲府市上曽根町にあたる。

## 地理
- 河川：笛吹川

## 歴史
- 1889年（明治22年）7月1日 - 町村制の施行により、近世以来の上曽根村が単独で自治体を形成。
- 1941年（昭和16年）1月1日 - 下曽根村・白井河原村と合併して柏村が発足。同日上曽根村廃止。

## 交通

### 道路
現在は旧村域に中央自動車道の甲府南インターチェンジが所在するが、当時は未開通。